# Rozumice
Rozumice, německy Rösnitz, je vesnice u česko-polské státní hranice v gmině Ketř v okrese Hlubčice v Opavské pahorkatině v Opolském vojvodství v Polsku a Horním Slezsku.

## Popis

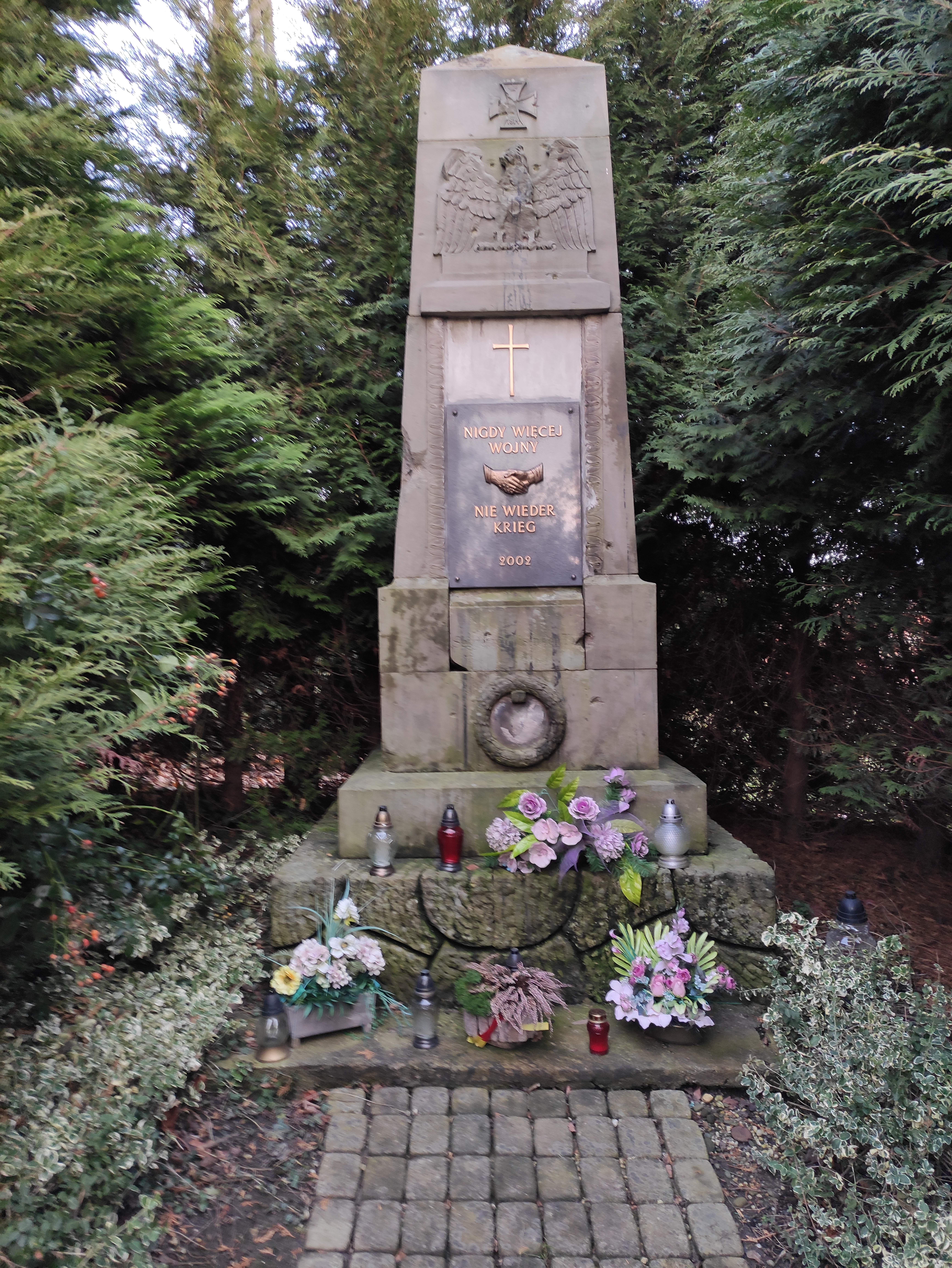

Vesnice je v historické oblasti Polská Morava. První písemná zmínka o vesnici pochází z roku 1335.
Nachází se zde ruiny evangelického kostela zničeného během druhé světové války; pomník Nigdy więcej wojny a starý špýchar. U vesnice se nachází přírodní rezervace Rozumice.

## Historie
Rozumice byly významným útočištěm exulantů prchajících z Habsburské monarchie kvůli rekatolizaci. Náboženskou svobodu získaly Rozumice v roce 1742, kdy tato část Slezska připadla Prusku. Dne 27. července 1743 získali zdejší exulanti koncesi pro zřízení bratrského sboru; prvním kazatelem se stal Michael Lauterbach. Pro neustálé třenice s místními luterány zakoupil mecenáš Ernst Julius von Seidlitz z Ober-Peilau statek Pawłowiczki, na kterém vznikla nová exulantská kolonie nazvaná Gnadenfeld. Tam se bratrský sbor přestěhoval a působil, přestože žádost o převedení koncese z Rozumic do Gnadenfeldu mu byla zamítnuta.